# Lange Markt
De Lange Markt (Pools: Długi Targ; Duits: Langer Markt) is een marktplein in de Poolse stad Gdańsk. Het ligt in het verlengde van de Langstraat.
De markt ontstond in de dertiende eeuw als een handelsweg die leidde naar de ovale markt. Na de inname van de Teutoonse ridders van de stad werd het plein belangrijk in de nu Duitse stad Danzig. In 1331 werd de naam voor het eerst in het Latijn vermeld, Longa Platea. 
Tijdens de Tweede Wereldoorlog werd het plein met zijn majestueuze huizen grotendeels verwoest, maar werd later toen Danzig een Poolse stad werd volledig in ere hersteld en is momenteel een grote toeristische trekpleister. 

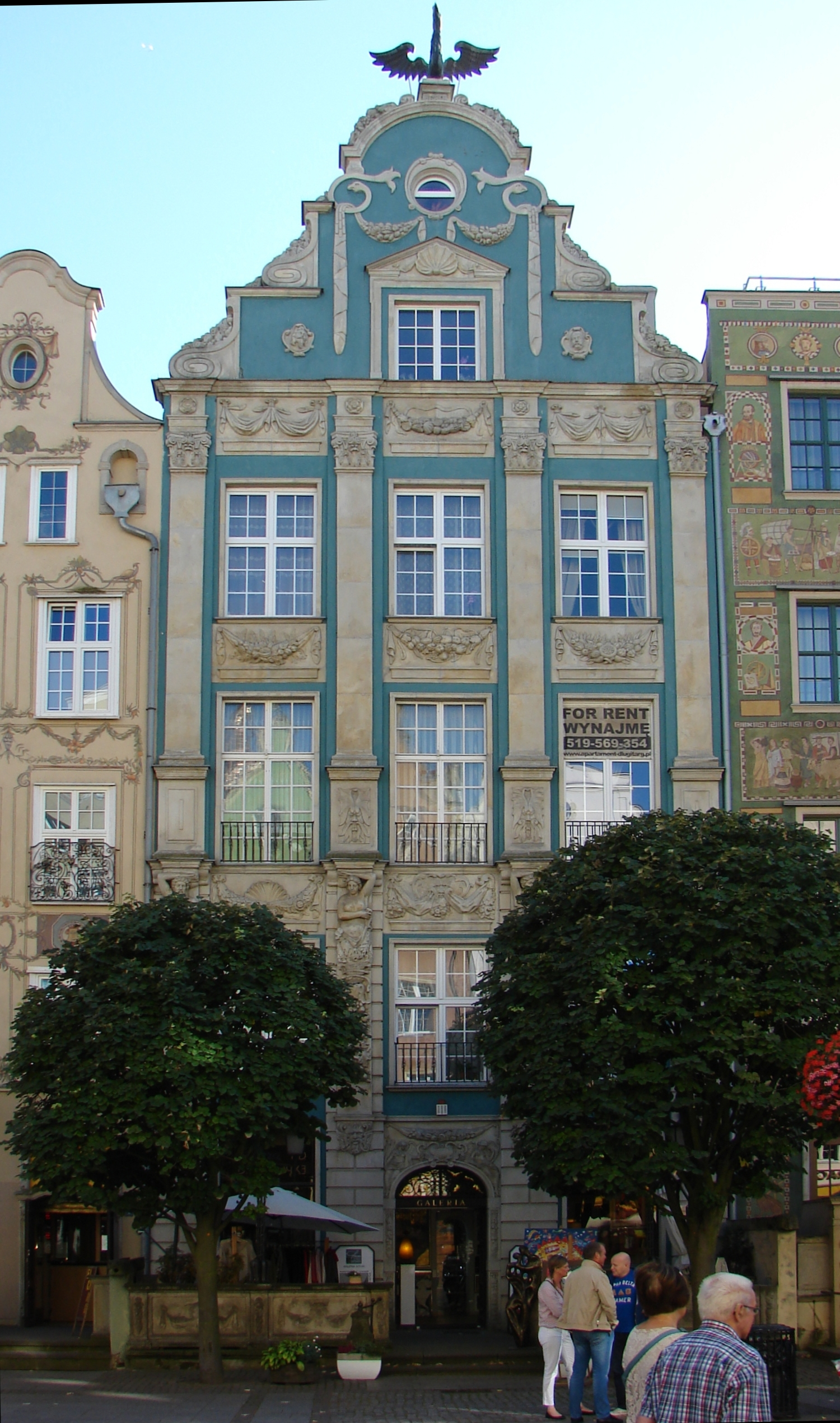
Lange Markt 20

## Galerij

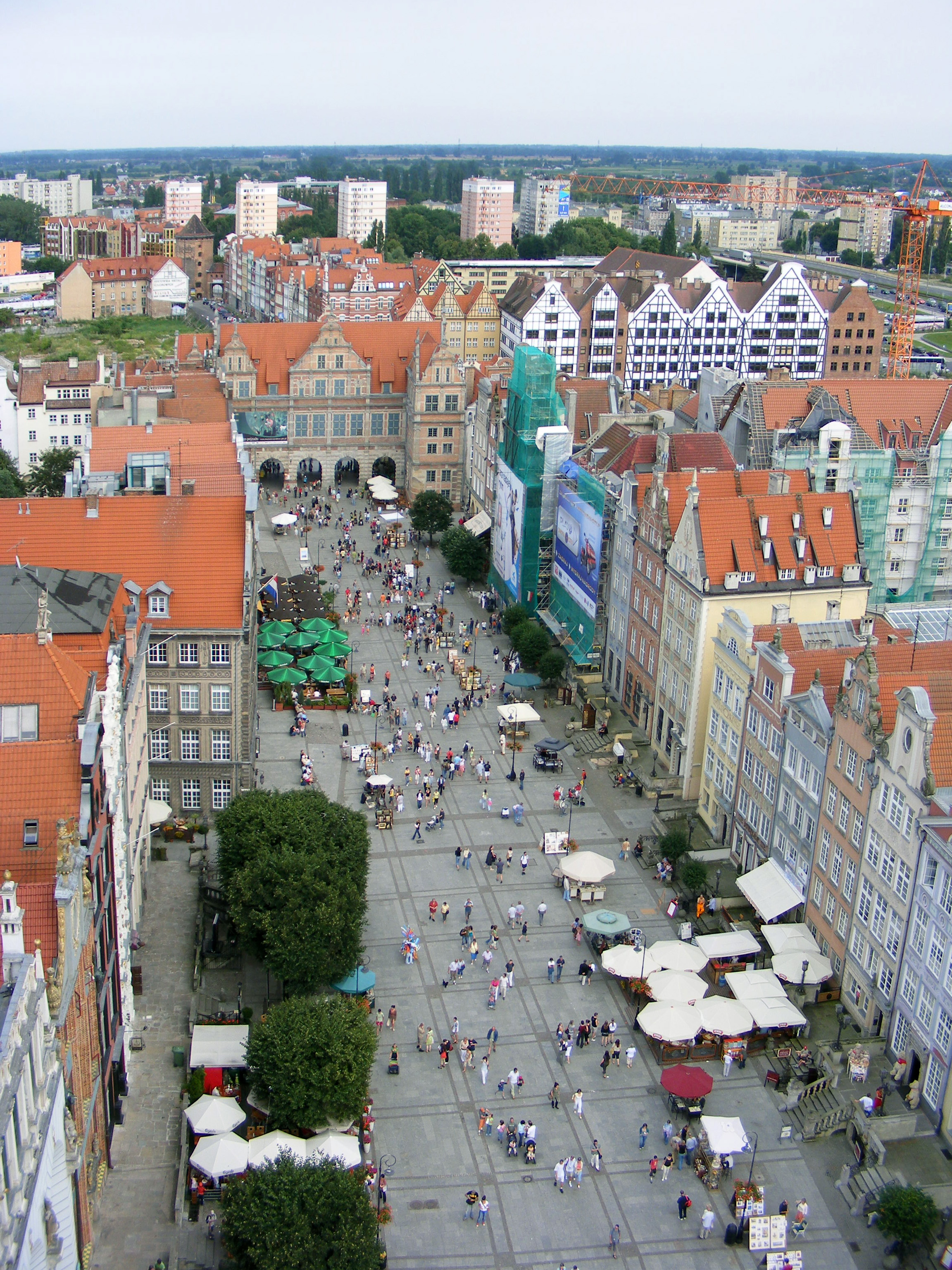
Lange Markt
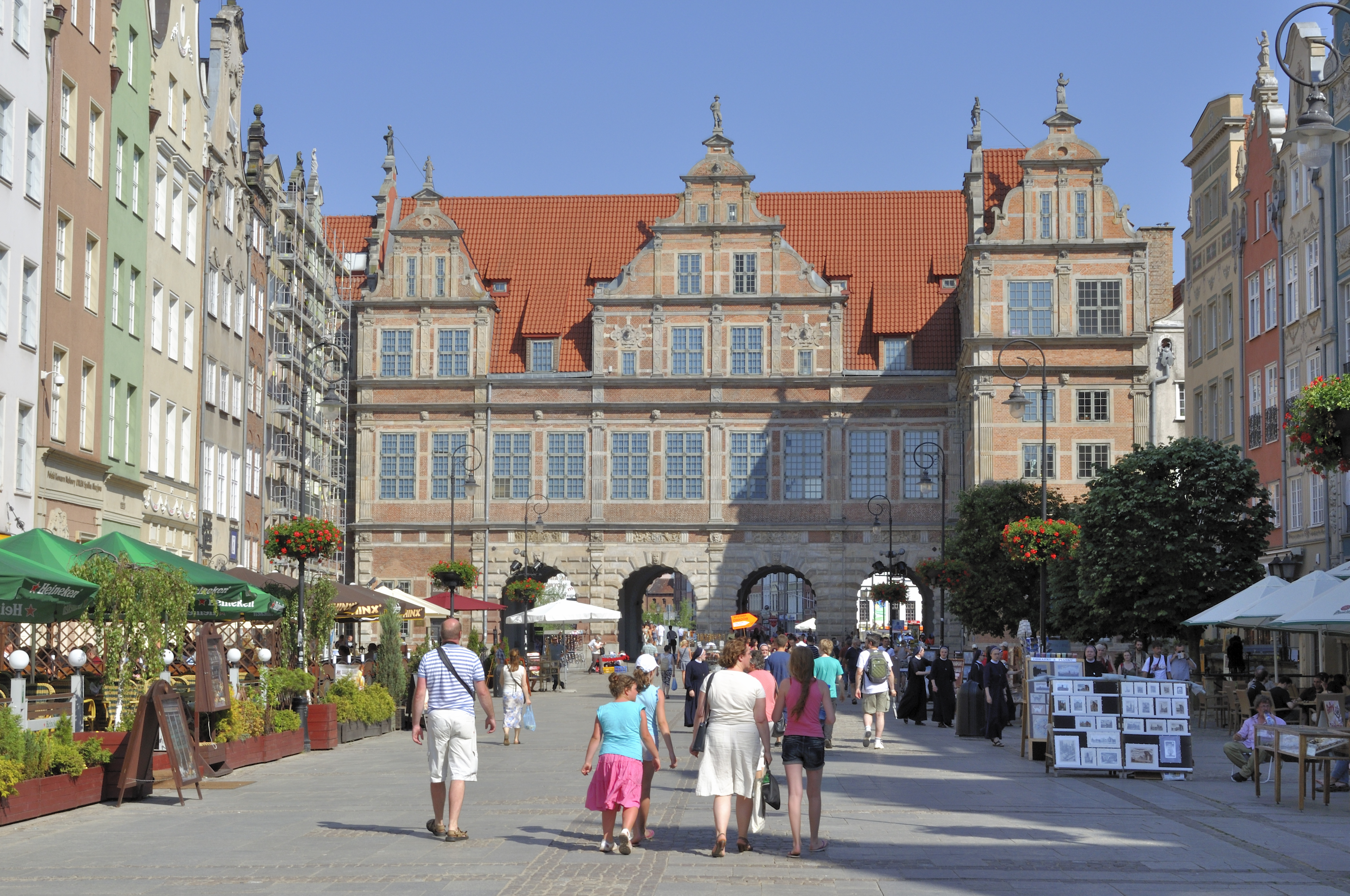
Groene Poort
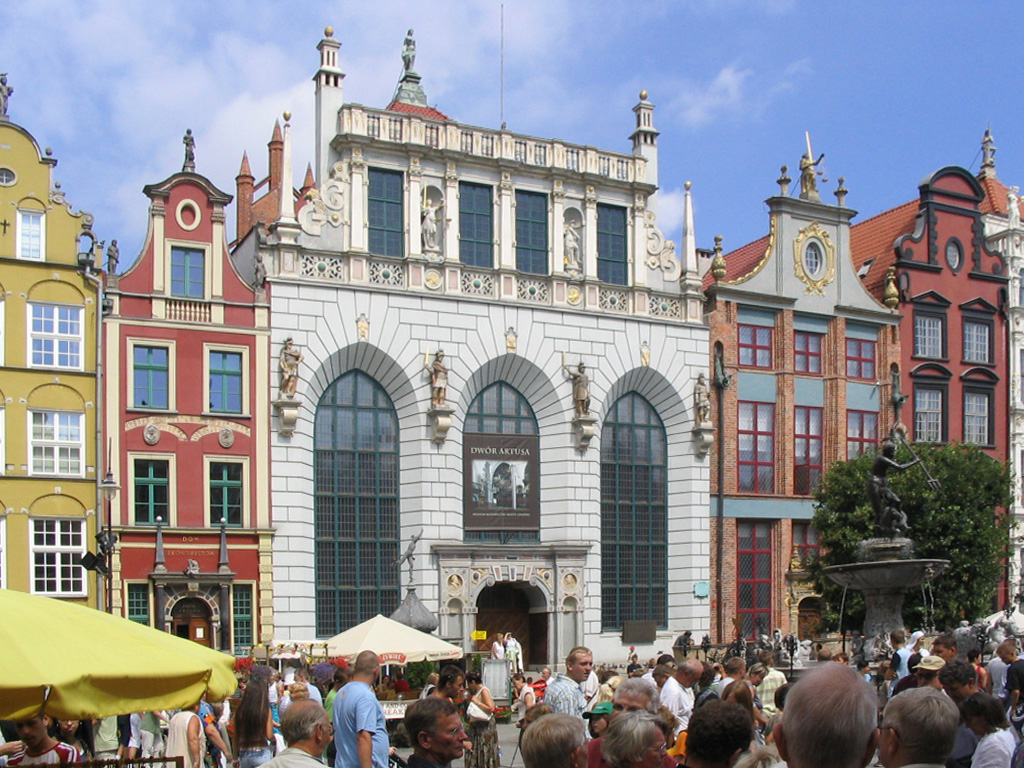
Artushof
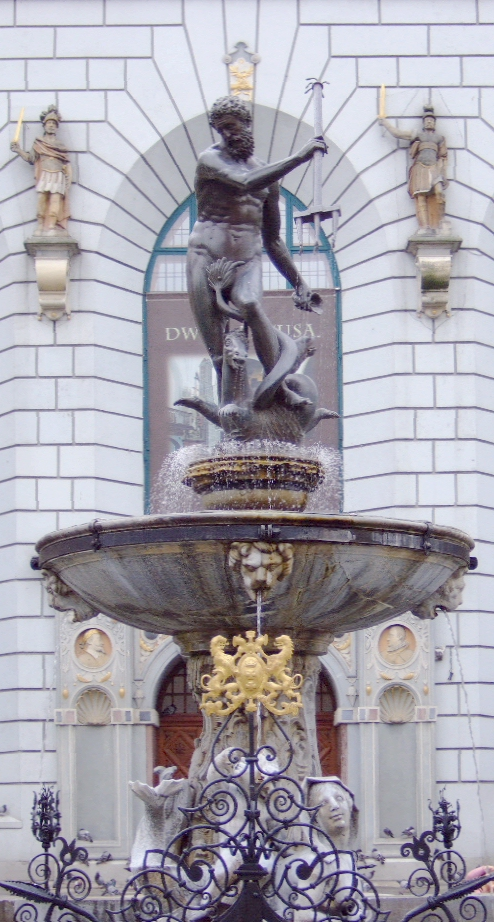
Neptunusbronnen
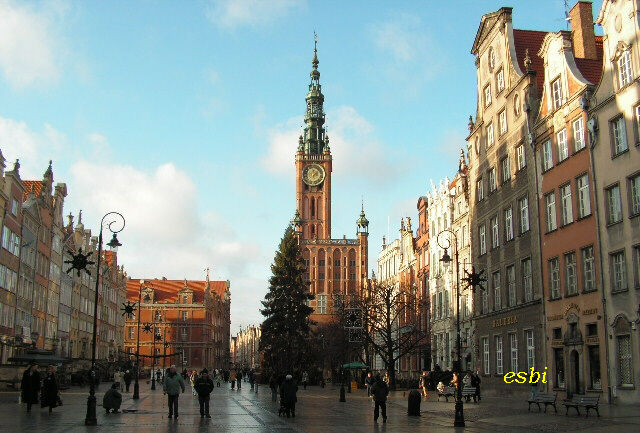
Raadhuis
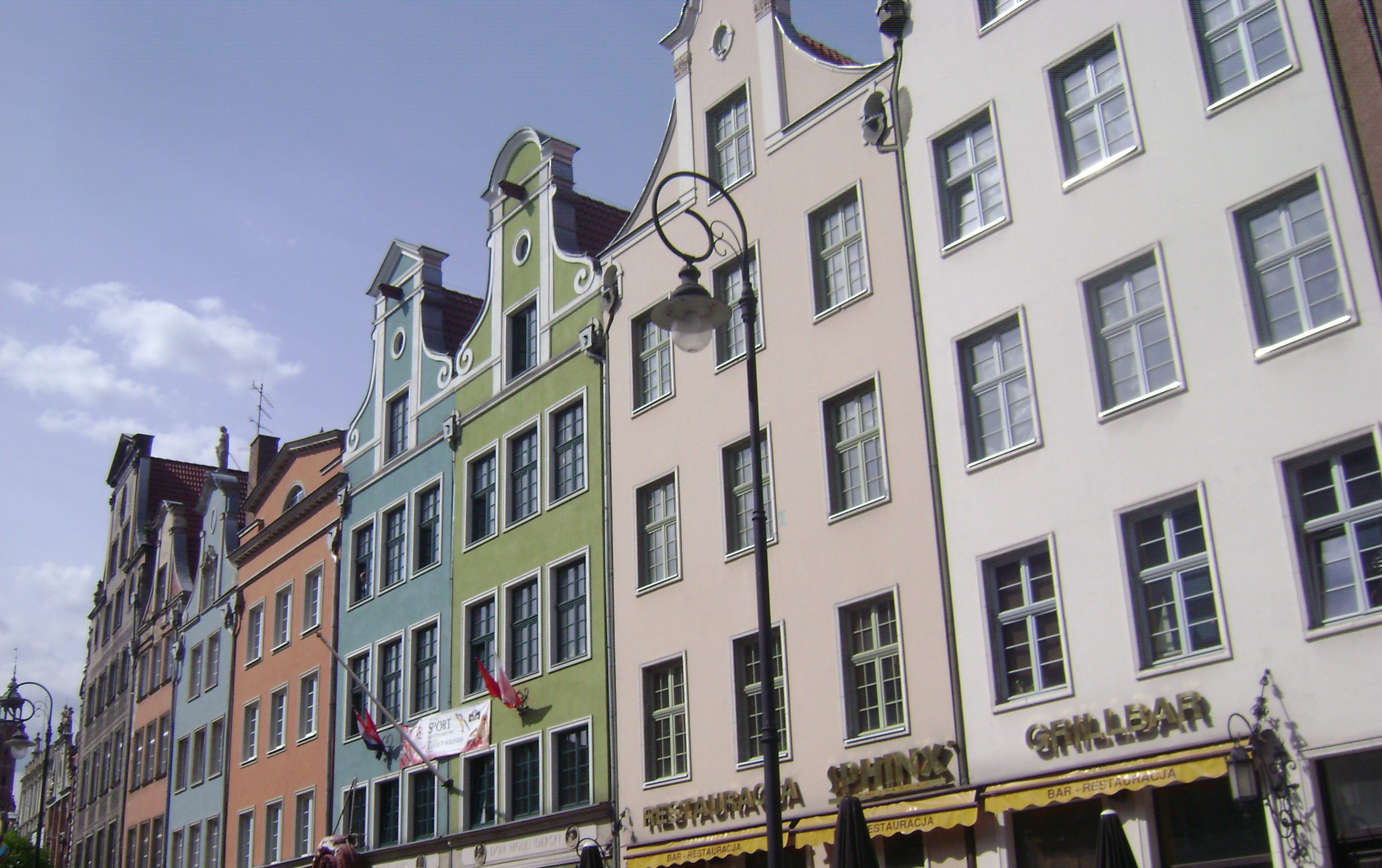
Lange Markt